# الحرب البورمية السيامية (1593-1600)
الحرب البورمية السيامية أو الغزو السيامي لبورما، هي الحربُ التي خاضتها سلالة تاونغو الحاكمة لبورما ضد مملكة أيوثايا. مثلت الحرب ذروةً لتحركات سيام الهادفة لتحقيق الاستقلال بعد الحرب البورمية السيامية التي استمرت في الفترة الممتدة بين عامي 1584 و 1593. انتهت الحرب بانتصار سيام، التي استولت على مدينتي داوي وتانينثاري، وحاصرت مدينتين كبيرتين كانتا واقعتين تحت سيطرة سلالة تاونغو البورمية.

## خلفية
بعد إعلان الملك نارسوان الاستقلال عام 1584، نشبت عدة حروب دفاعية استمرت لعشر سنوات. نالت سيام استقلالها بعد مقتل ملك العرش البورمي، مينجي سوا، على يد الملك نارسوان خلال صراع على ظهور الفيلة في معركة نونغ ساري عام 1592. انتقل الملك نارسوان بعدها لتنفيذ خططه المتمثلة بالسيطرة على تافوي وتيناسيريم ومساعدة شعب مون في ثورتهم ضد البورميين. بحلول عام 1595، ووفقًا للمؤرخ دامرونغ راجانوباب، «كان جميع السياميين واعين لقدوم البورميين لنهب الأراضي السيامية عدة مرات»، وتحتم عليهم «أن يردوا الصاع للبورميين صاعين».

## حملة ولاية مون

### معركة تافوي وتيناسيريم
في بداية عام 1593، أرسل الملك نارسوان فرقتين عسكريتين مختلفتين إلى مدينتي تافوي وتيناسيريم. هاجمت الفرقة الأولى، بقيادة فرايا شاكري، مدينة تيناسيريم، بينما هاجمت المجموعة الثانية، بقيادة فرايا فرا كلانج مدينة تافوي. كانت كل من المدينتين آنفتي الذكر جزءًا من تايلند (سيام) خلال فترة حكم مملكة سوكوتاي، واستولى عليهما البورميون. كان حاكم مدينة تيناسيريم على علم بالخطط السيامية، فأرسل رسالة عاجلة إلى ملك بورما حينها، ناندا باين، الذي أصدر أوامر لجيشه بالمشاركة في صد الهجمات السيامية.
قاومت مدينة تيناسيريم الحصار لمدة 15 يومًا، بينما استمر حصار مدينة تافوي لمدة 20 يومًا، تمكن بعدها السياميون من السيطرة على كلتا المدينتين، اللتين استسلمتا في نهاية الأمر، ووافقتا على العودة للخضوع لسلطة مملكة أيوثايا.
بعد استيلاء فرايا شاكري على مدينة تيناسيريم، توجه للاستيلاء على مدينة ميروغوي وعلى القوارب التي كانت راسية في الميناء. تضمنت تلك القوارب ثلاثة مراكب شراعية أجنبية إضافة إلى 150 قاربًا آخر. أرسل شاكري، بعد ذلك، جيشًا بقيادة فرايا ثيب آرتشون، عن طريق البحر، إلى مدينة تافوي بهدف مساعدة فرايا فرا كلانج في صد تقدم البورميين إلى تلك المنطقة. تحرك شاكري بعد ذلك مع قواته إلى تافوي عن طريق البر، تاركًا وراءه عشرة آلاف مقاتل من الحامية في تيناسيريم بقيادة فرايا سري ساينارونج. في الوقت نفسه، أرسل فرايا فرا كلانج 100 قارب، و5000 رجل بقيادة فرايا فيتشاي سونغكرام وفرايا رام كامهاينج لمساعدة فرايا شاكري.
كان البورميون قد أرسلوا في تلك الفترة 200 قارب و10 آلاف رجل بقيادة سامينغ أبكونغ وسامين فاتابا. ألقى الأسطول السيامي، المتقدم من جهتي الشمال والجنوب معًا، القبض على القافلة البورمية. غرقت العديد من القوارب البورمية، وسحب بعض المقاتلين قواربهم إلى الشاطئ وفروا هاربين، بينما أبحر الباقي بعيدًا عن المنطقة. قُتل سامينغ أبكونغ خلال هذه الحادثة، وألقي القبض على 500 من رجاله.

### الاستيلاء على مارتابان (عام 1594)
في عام 1594، شك حاكم مدينة مارتابان، البورمي فرايا لاو، بتحالف الحاكم البورمي لمدينة ماولاميين مع السياميين. في تلك الفترة، كان قائد شعب مون يعيش في أيوثايا. تحدى حاكم مدينة ماولاميين فرايا لاو، وأرسل طلبًا عاجلًا للملك نارسوان بتقديم المساعدة. وبناءً على ذلك، أرسل نارسوان 3000 رجل بقيادة فرايا سي سالاي إلى مدينة ماولاميين. وتخلت الحامية البورمية الصغيرة في مدينة مارتابان عن البلدة. بعد ذلك، أمر ملكُ بورما نائبَه، حاكم تاونغو، بقمع التمرد، إلّا أن قواته تعرضت للهزيمة من قبل السياميين الذين تحالفوا مع جيش مون. أصبحت بعد ذلك المقاطعات التابعة لمون خاضعة لسيطرة سيام.

## غزو البر الرئيسي لبورما (1595 – 1600)

### الحصار الأول لباغو (عام 1595)
بعد طرد البورميين من منطقة تيناسيريم الساحلية، اتخذ ناراسوان وضعية الهجوم، لأنه شعر بقدرة جيشه على مجازاة البورميين الذين نهبوا سيام. وهكذا، قاد ناراسون، في شهر يناير من عام 1595، جيشًا قوامه 120 ألف رجل من العاصمة السيامية، وتوجه بهم إلى بورما السفلى لغزوها. في مارتابان، انضمّ جيش مون إلى قوات ناراسوان. عند وصوله إلى باغو، استثمر نارسون المدينة لمدة ثلاثة أشهر إلى أن علم بنية نواب الملك عن مدينتي آفا وتاونغو القدوم لمساعدة أهالي المدينة في صد العدوان. تمكنت في نهاية الأمر قوات الإغاثة البورمية من إجبار نارسوان على إنهاء حصار المدينة والعودة إلى سيام.

### الحصار الثاني لباغو
قرر نارسوان استغلال الاضطراب السياسي الذي سيطر على بورما في الفترة ما بين عامي 1597 و 1598 لغزوها مرة أخرى. كانت السلطة في بورما، خلال تلك الفترة، متمثلة بالملك ناندا باين، بصفته إمبراطور إمبراطورية تاونغو في باغو. تمردت، من بين المقاطعات التابعة لبورما، مقاطعتين قويتان اثنتان، تاونغو وأراكان، ضد الملك ناندا باين، وكشفتا عن رغبتهما بالتحالف مع نارسوان. ازدادت ثقة نارسوان بخطته القتالية بعد تحالفه مع ولايتين بورميتين قويتين. في الوقت الذي كان يستعد فيه جيش نارسوان للانطلاق نحو باغو، كانت لنائب الملك عن مقاطعة تاونغو، مانييه ثايهايتو، أفكار أخرى حول تحالفه مع نارسوان. كان ثايهايتو يطمح لحكم بورما بشكل مستقل، إلا أنه أدرك فيما بعد أن غزو نارسوان لبورما سيعني تحول تاونغو لتصبح مقاطعة تابعة لسيام. وهكذا، تآمر مانييه ثايهاتو مع نائب الملك في آراكان لغزو باغو وخلع الملك ناندا باين وإبعاده عن قيادة جيش نارسوان. تنفيذًا للخطة، خلق مانييه ثايهاتو اضرابات بين أفراد شعب مون في منطقة تيناسيريم الساحلية ليتسنى له تأخير قوات نارسوان الغازية. بعد ذلك، أقنع مانييه ثايهايتو، مع نائب الملك عن مقاطعة أراكان، الملكَ بهجر مدينة باغو والانتقال إلى تاونغو. وافق ناندا باين على مقترح نائبيه. قامت جيوش تاونغو وأراكان  بمصادرة جميع الممتلكات القيمة في مدينة أراكان قبل مغادرتها ثم أقدموا على إحراق المدينة بأكملها. عندما وصل نارسوان إلى المدينة، لم يجد أمامه سوى بقايا مدينة فارغة ومحترقة.